# Le Cil Vert
Le Cil Vert, pseudonyme de Sylvère Jouin, est un illustrateur et auteur de bande dessinée français né le 13 septembre 1979.

## Biographie
Ancien élève de l'École nationale supérieure d'arts et métiers, Le Cil Vert a d'abord exercé différents emplois, comme animateur de vacances pour des personnes en situation de handicap, avant de publier ses premiers albums de bande dessinée. Il vit à Nantes après avoir passé cinq années à Prague.

## Œuvres
- Le Scaphandre fêlé, Le Stylo Bulle, 2010  (ISBN 978-2-361-76012-0)
- Braillane, on est tous des jambons, avec Jean-Fred Cambianica, Éditions Salsifis, 2012  (ISBN 978-2-9541546-0-2)
- Papier - Tome 2, Collectif, Delcourt, 2014  (ISBN 9782756042053)
- Un faux boulot, Delcourt, collection Shampooing, 2015  (ISBN 978-2-7560-6505-2)
- Rentre dans le moule, Delcourt, collection Shampooing, 2017  (ISBN 978-2-7560-8391-9)
- Hypermarchés, la combine en béton, avec Bertrand Gobin, Collectif, La Revue Dessinée, 2017  (ISBN 9791092530308)
- On n'est pas du bétail, avec Jean-Fred Cambianica, Delcourt, octobre 2019  (ISBN 978-2-413-01554-3)[3]
- Une vie toute tracée, Delcourt, collection Shampooing, 2021  (ISBN 9782413013495)
- La famille Atomik - Tome 1 - Opération Croquettes, Auzou BD, 2023  (ISBN 9791039519298)
- Si t'es un homme, Collectif, Glénat, Hors Collection, 2024  (ISBN 9782344059272)
- La Vengeance des Animaux, avec Virgule Animale et Anaïs Frébeau, Fayard Graffik, 2024  (ISBN 9782213723495)

## Illustrations
- Faire la fête sans détruire la planète avec Emmanuelle VIBERT, Actes Sud, 2017  (ISBN 978-2-330-07801-0)
- Redonner du pouvoir à son argent avec Julien VIDAL, Actes Sud, 2020  (ISBN 978-2-330-13890-5)
- Devenir consom'acteur le gluten avec Angèle FERREUX-MAEGHT et Violette QUEUNIET, Actes Sud, 2021  (ISBN 978-2-330-14755-6)
- S'unir pour mieux se nourrir avec Violette QUEUNIET, Actes Sud, 2023  (ISBN 978-2-330-17257-2)

## Prix et récompenses
- 2007 : Prix du jeune talent de la BD de Perros-Guirec.
- 2013 : Sélection officielle du Prix Tournesol de la BD Angoulême pour Braillane.
- 2016 : Prix du jury œcuménique de la BD Angoulême pour Un faux boulot.

### Chroniques
- Yaneck Chareyre, « Un faux boulot (Lundi One-Shot) », Chronique de l'Invisible,‎ 31 août 2015 (lire en ligne).
- Benjamin Roure, « Un faux boulot », Bodoï,‎ 21 août 2015 (lire en ligne).
- Gael Bissuel, « Un faux boulot, une BD de Le Cil Vert (Delcourt) », Publikart,‎ 22 août 2015 (lire en ligne).
- Laurence Le Saux, « Rentre dans le moule », Bodoï,‎ 27 septembre 2017 (lire en ligne).
- Joanne Margot, « La critique ZOO sur l'album Rentre dans le moule », Zoo,‎ 23 septembre 2017 (lire en ligne).
- J. Milette, « Une vie toute tracée », BD Gest',‎ 25 février 2021 (lire en ligne).
- Ronan Lancelot, « Pourquoi la BD ? », DBD,‎ février 2021 (lire en ligne).

### Interviews
- Sylvère Jouin (interviewé) et Paul Coustin, « Aux Arts et Métiers, il y a des pratiques bizarres, mais ce n’est pas du bizutage », Le Figaro Étudiant,‎ 24 octobre 2017 (lire en ligne).
- Sylvère Jouin (interviewé) et Anne-Emmanuelle Lambert, « Un faux boulot : une vraie BD à lire cet été », Ouest-France,‎ 1er août 2015 (lire en ligne).
- Sylvère Jouin (interviewé) et Lisa Mazières, « Le Cil Vert : rentrer dans le moule, plus pour lui », Radio Prague International,‎ 3 mars 2018 (lire en ligne)
- Sylvère Jouin (interviewé) et Anna Kubišta, « Le Cil Vert : l’envers du décor de l’élevage intensif raconté en bande-dessinée », Radio Prague International,‎ 18 janvier 2020 (lire en ligne)
- Sylvère Jouin (interviewé) et Eric Nunès, « Les Arts et Métiers souffrent terriblement de cette image de bizutage qui leur colle à la peau », Le Monde,‎ 8 décembre 2017 (lire en ligne)
- Sylvère Jouin (interviewé) et Michel Cymès et Marina Carrère d'Encausse, « Le Magazine de la Santé », France 5,‎ 8 septembre 2015 (lire en ligne)
- Sylvère Jouin (interviewé) et Emmanuel Faure, « Donnez nous envie ! », France 3 Pays de la Loire,‎ 25 mars 2021 (lire en ligne)
- Sylvère Jouin (interviewé) et Eric Guillaud, « Une Vie toute tracée : entre réalité et fiction, le parcours sinueux du nanto-normand Sylvère Jouin aka Le Cil Vert », France 3 Pays de la Loire,‎ 18 février 2021 (lire en ligne)